# Pontania bridgmanii
Pontania bridgmanii – gatunek błonkówki z rodziny pilarzowatych.

## Zasięg występowania
Gatunek szeroko rozpowszechniony w Europie. Notowany w Belgii, Czechach, Finlandii, we Francji, w Holandii, Irlandii, Niemczech, Norwegii, na Słowacji, w Szwajcarii, Szwecji, na Węgrzech, w Wielkiej Brytanii i we Włoszech.

## Biologia i ekologia
Gatunek związany z wierzbami o szerokich liściach, w tym wierzbą szarą, wierzbą iwą i Salix atrocinerea.
W ciągu roku występują dwie generacje. Imago spotykane są w maju (pierwsza generacja) i lipcu (druga generacja). Galasy są spłaszczone, wydłużone, większe po górnej stronie liścia niż po dolnej, o gładkiej powierzchni, lekko owłosione (szczególnie od spodniej strony), koloru ciemnozielonego. Na wierzbie szarej są one widocznie większe i mniej owłosione niż na innych gatunkach wierzb. gąsienice przepoczwarczają się w ziemi lub szczelinach kory.